# Avenue Pasteur (Rouen)
Pour les articles homonymes, voir Avenue Pasteur.
L'avenue Pasteur est une large voie verte de la commune française de Rouen.

## Situation et accès
Elle est située rive droite, entre l'allée Aimé-Césaire au croisement avec le quai Gaston-Boulet et la place de la Madeleine. Les rues Duguay-Trouin, de Le Nostre, Émile-Leudet, de Constantine lui sont adjacentes.
Une station TEOR se trouve au bas de l'avenue : Pasteur (T1, T2, T3).
Une station de vélos en libre-service Lovélo est également présente.

## Origine du nom
Le nom de la rue fait référence à Louis Pasteur, scientifique français, chimiste et physicien inventeur de la vaccination contre la rage et les maladies charbonneuses.

## Historique
Cette avenue, ouverte sous le nom d'« avenue de la Madeleine » a été pensée dans un projet d'aménagement allant de l'église Sainte-Madeleine jusqu'à la rive gauche avec le 106. Elle prend le nom d'avenue Pasteur suivant une délibération du conseil municipal du 8 novembre 1895.

## Bâtiments remarquables et lieux de mémoire
- La Faculté de Droit, Sciences Économiques et Gestion et le campus de Rouen-Pasteur de l'Institut universitaire de technologie de Rouen
- Au no 11, la Maison des associations
- Le siège de la Métropole Rouen Normandie s'y trouvait au no 14bis